# L'uomo nero (gioco)
L'uomo nero è un gioco tradizionale tedesco per bambini. Era già stato descritto da  Johann Christoph Friedrich Gutsmuths nell'anno 1796.

## Descrizione
Il gioco dell'uomo nero si svolge in un cortile o in un grande spazio aperto. I giocatori si dispongono su un lato del campo, tranne un bambino che si mette sul lato opposto rispetto agli altri e che impersona "L'uomo nero".
Quando questi grida "Chi ha paura dell'uomo nero?" i giocatori rispondono "Nessuno!" e iniziano a correre, attraversano il campo e cercano di raggiungere la zona opposta. A suo volta l'uomo nero corre in senso inverso cercando di acchiappare quanti più giocatori possibile. I giocatori catturati diventano anche assistenti dell'uomo nero.
Al giro successivo, tenendosi per mano, formeranno una catena insieme all'uomo nero e lo aiuteranno a catturare altri giocatori: ma solo i bambini all'estremità della catena potranno farlo. I bambini continueranno a correre finché rimane solo un bambino libero, che sarà il vincitore.

## Dialogo dettagliato
L'uomo nero: Chi ha paura dell’uomo nero?

Giocatori: Nessuno!

L'uomo nero: Cosa farete quando arriverà l'uomo nero?

Giocatori: Allora corriamo via!

## La figura dell'uomo nero
Si dice che il gioco sia basato sulla leggenda dell'uomo nero. L'uomo nero è una figura spaventosa o la personificazione della morte (morte nera). È meglio conosciuto in Germania.